# Benevento
Benevento (italijansko: [beneˈvɛnto] ; Beneventano Beneviento [bənəˈvjendə]) je mesto in občina (italijansko comune) v italijanski pokrajini Kampaniji, prestolnica pokrajine Benevento, 50 km (31 mi) severovzhodno od Neaplja. Stoji na hribu 130 m nadmorske višine ob sotočju rek Calore Irpino (ali Beneventano) in Sabato. Leta 2020 je imel Benevento 58.418 prebivalcev. Je tudi sedež katoliškega nadškofa.
Benevento se nahaja na mestu starodavnega Beneventuma (= »dober veter«), prvotno Maleventuma (= »slab veter«) ali še prej Maloentona. V obdobju  Rimskega cesarstva je bil njegov ustanovitelj po Trojanski vojni Diomed.
Zaradi svojega umetniškega in kulturnega pomena je bila Cerkev sv. Sofije v Beneventu leta 2011 razglašena za Unescovo svetovno dediščino kot del skupine sedmih zgodovinskih stavb, vpisanih iz časa, ko so vladali v Italiji Langobardi (568–774 po Kr.r.).
Zavetnik Beneventa je Sveti Bartolomej (ali Jernej), eden od novozaveznih Jezusovih apostolov, čigar relikvije hranijo v Stolnici Marijinega vnebovzetje v Beneventu.

### Naselja
Naselja (frazioni) so: Acquafredda, Cancelleria, Capodimonte, Caprarella, Cardoncielli, Cardoni, Cellarulo, Chiumiento, Ciancelle, Ciofani, Cretazzo, Epitaffio, Francavilla, Gran Potenza, Imperatore, Lammia, Madonna della Salute, Masseria del Ponte, Masseria La Vipera, Mascambruni, Montecalvo, Olivola, Pacevecchia, Pamparuottolo, Pantano, Perrottiello, Piano Cappelle, Pino, Ponte Corvo, Rosetiello, Ripa Zecca, Roseto, Santa Clementina, San Chirico, San Cumano (inc. Nuceriola), San Domenico, San Giovanni a Caprara, Sant'Angelo a Piesco, San Vitale, Scafa, Serretelle, Sponsilli, Torre Alfieri in Vallereccia.

## Zgodovina
-  Samnij do 314 pr.Kr.
-  Rimska republika 314–27 pr.Kr.
-  Rimsko cesarstvo 27 pr.Kr. – 285 po Kr.
-  Zahodnorimsko cesarstvo 285–476
-  Odoakerjevo kraljestvo 476–490
-  Ostrogotsko kraljestvo 490–536
-  Vzhodnorimsko cesarstvo 536–537
-  Beneventsko vojvodstvo 571–1077
-  Papeška država 1077–1799
-  Rimska republika (1798-1799) 1798–1799
-  Papeška država 1799–1806
-  Kneževina Benevento 1806–1815
-  Papeška država 1815–1860
-  Kraljevina Sardinija 1860–1861
-  Kraljevina Italija 1861–1946
-  Republika Italija 1946–do danes

### Antika
Beneventum je bil kot Maleventum eno glavnih mest Samnija, ki je ležalo na Apijski cesti, 51 km vzhodno od Kapue na bregovih reke Kalora (danes Calore). Obstaja nekaj neskladja glede plemena, ki mu je pripadalo: Plinij Starejši ga izrecno pripisuje Hirpinom, medtem ko je Livijevo besedilo nekoliko nejasno in Ptolemaj meni, da mesto pripada Samnitom, ločeno od Hirpinov. Vsi antični pisci se strinjajo, da je mesto izredno starodavno, pri čemer Gaj Julij Solin in Štefan Bizantinski pripisujeta njegovo ustanovitev Diomedu. Zdi se, da so to legendo sprejeli meščani, ki so se v času Prokopija pretvarjali, češ da razkazujejo okle kalidonskega merjasca kot dokaz svojega porekla. Sekst Pompej Fest pa je pripovedoval, da je mesto ustanovil Odisejev in Kirkin sin Avzon, kar kaže na to, da je bilo to mesto v pradavnini, preden so ga osvojili Samniti, Avzonijsko. V zgodovini se namreč prvič pojavi kot samnitsko in je moralo biti že takrat mogočno, saj si ga stari Rimljani med prvima samnitskima vojnama niso upali napasti; zdi pa se, da je padlo v njihove roke med Tretjo Samnitsko vojno.
Benevento je bil zagotovo v oblasti Rimljanov leta 274 pr. Kr. r., ko je Pira porazil v bitki pri Beneventu (275 pr. n. št.) konzul Dentatus. Šest let pozneje (268) so si še naprej prizadevali zavarovati njegovo posest z ustanovitvijo rimske kolonije z rimskimi državljanskimi pravicami. V tem času so mesto preimenovali v Beneventum (=Dober veter) namesto prejšnjega, ki se je glasilo Maleventum (=Hud veter), kar je za praznoverne Rimljane pomenilo slabo znamenje; zato so mu dali novo ime z bolj srečo prinašajočim pomenom. Starejše oskansko ali samnitsko ime je bilo najbrž Maloeis ali Malieis (starogrško: Μαλιείς), od koder izhaja oblika Maleventum. Na podoben način so dobila ime mesta kot Agrigentum iz Acragasa (zdaj Agrigento), Selinuntium iz Selinusa (katerega ruševine so zdaj v Selinuntu) itd.

### Papeška vladavina
Benevento je mirno prešel v posest papežev, ko ga je svetorimski cesar Henrik III. odstopil Leonu IX. v zameno za papeževo soglasje k ustanovitvi škofije Bamberg (1053). Beneventski nadškof Landulf II. si je prizadeval za napredne spremembe, a se je tudi zavezal z Normani in je bil za dve leti odstavljen. Benevent je bil temelj posvetne moči papeštva v južni Italiji. Papež je vladal prek upravnikov (rektorjev), ki so stolovali v tamkajšnji palači. Kneževina je ostala papeška posest do 1806, ko jo je zasedel Napoleon in jo podelil svojemu ministru Talleyrandu z nazivom neodvisnega kneza, ki pa sem ni prihajal in pravzaprav dejansko niti ni vladal svoji Kneževini; 1815 je po hudih Napoleonovih porazih papeštvo dobilo Benevento nazaj. Leta 1860 so zasedli garibaldisti južno Italijo in tudi Benevento v toku vojn za združitev Italije.
Za časa svojega papeževanja je Benevento obiskalo več papežev. 1128 je Honorij II. poskušal privabiti v mesto Rogerja II., da bi se pogovorila o mirovnih pogojih, vendar je Roger povabilo zavrnil, češ da se bi v mestu ne počutil varno; zato sta se srečala na mostu blizu mesta. Le leto kasneje se je mesto uprlo in Honorij je moral prositi istega Rogerja za pomoč.
1130 je Anaklet II. pobegnil iz Rima v varno mesto Benevento, potem ko je zvedel, da njegov tekmec Inocenc II. pridobiva priznanje na severu. Ko je Anaklet imenoval Rogerja za sicilskega kralja, mu je podelil pravico, da vpokliče meščane v vojaško službo, čeprav je mesto ostalo pod papeško oblastjo. Državljanom odločitev ni ugajala, saj niso želeli priljučitve k na novo ustanovljenemu kraljestvu. Ko je Roger napadel Roberta Kapuanskega in začel državljansko vojno, se je Benevento postavil na Robertovo stran in Anakletove podpornike izgnal iz mesta.

### Najnovejša zgodovina
Po Združitvi Italije je Benevento postal glavno mesto nove Pokrajine Benevento, in si je opomogel s pridobitvijo ozemlja, ki je prej pripadala razpuščenemu Kraljestvu dveh Sicilij. V naslednjih desetletjih se je mesto razširilo in gospodarsko okrepilo; tradicionalnemu kmetijstvu – zlasti gojenju tobaka in žita - se je pridružilo slaščičarstvo, strojništvo, alkoholna (likerji), lesna in opekarska industrija.
Med drugo svetovno vojno je bilo zaznati tudi odporniško gibanje zoper fašizem. Ključni položaj Beneventa v železniški povezavi med Rimom in Apulijo pa je prispeval, da so zavezniki mesto poleti 1943 močno bombardirali. V teh napadih so ubili 2000 ljudi, od 40.000 prebivalcev jih je postalo 18.000 brezdomcev, polovica mesta pa je bila razrušena. Najhujše uničenje so pretrpeli industrijski predeli, vendar so zavezniki napravili veliko škodo tudi v starem mestnem jedru, kjer so tako hudo poškodovali Beneventsko stolnico, da jo je bilo mogoče temeljito obnoviti šele šestdesetih let. Po italijanski kapitulaciji so mesto za nekaj časa zasedli Nemci, dokler ga niso 2. oktobra 1943 osvobodile zavezniške sile.
2. oktobra 1949 je Benevento poplavila reka Calore Irpino. Mestno prebivalstvo je naraščalo, kar je povzročilo dokaj nenadzorovano  stanovanjsko gradnjo. V zadnjih letih so zato v starem mestnem jedru strokovno in pod skrbnim vodstvom spomeniškega varstva in obilno državno podporo obnovili več strodavnih poslopij neprecenljive vrednosti. Benevento pa je postal tudi sedež Sanijske univerze in dobil nekaj raziskovalnih ustanov.

## Znamenite osebnosti
- Sveti Januarij, neapeljski škof in mučenec, je verjetno rojen v Beneventu
- Alberto di Morra (1100–1187), ki je postal papež Gregor VIII.
- Antonio Sancho iz Beneventa (it), srebrar, menih in renesančni umetnik, ki je deloval v 16. stoletju v Španiji.
- Sveti Giuseppe Moscati (1880–1927), zdravnik, znanstvenik in biokemik, ki ga je 1987 prištel kot prvega zdravnika k svetnikom Janez Pavel Veliki.
- Papež Viktor III. (1027-1087), rojen v Beneventu.

## Slikovna zbirka
- Vrata Port'Arsa podpira obzidje iz langobardskih časov
- Starodavna Cerkev sv. Sofije izhaja še iz langobardskih časov
- Trajanov slavolok, kot je izgledal v 18. stoletju
- Trajanov slavolok v Beneventu, kot izgleda danes
- Beneventsko stolnico so zavezniki hudo poškodovali
- Grad Rocca dei rettori gostuje zdaj Samnijski muzej
- Rimsko gledališče v Beneventu
- Cerkev sv. Hilarija v Beneventu
- Podzemeljski hodnik Santi Quaranta kot je izgledal v 19. stoletju
- Pročelje Beneventske stolnice so obnovili 1960-ih let
- Vodomet Fontana Orsini v čast papežu Gregorju VIII.
- Starodavni Ponte Leproso v Beneventu